# Генрих III (герцог Брауншвейг-Грубенхагена)
Генрих III Брауншвейг-Грубенхагенский (нем. Heinrich III. von Braunschweig-Grubenhagen; 1416 — 1464) — князь Грубенхагена с 1427 года до своей смерти.

## Биография
Генрих был старшим сыном Эриха I, герцога Брауншвейг-Грубенхагена, и Елизаветы Брауншвейг-Гёттингенской, дочери Отто Злого, герцога Брауншвейг-Гёттингена. После смерти отца в 1427 году он правил совместно со своими младшими братьями Эрнстом II и Альбрехтом II. До достижения совершеннолетия в 1437 году он находился под опекой Отто II, герцога Брауншвейг-Грубенхагена-Остероде. В 1447 году между Генрихом и ландграфом Гессенским Людвигом I вспыхнула вражда. Людвиг I был в союзе с архиепископом Майнца и герцогами Гёттингена. Людвиг и его союзники осаждали замок Грубенхаген, но, несмотря на наличие двух пушек, им снова пришлось отступить. Нападение на Зальцдерхельден также было неудачным. Генрих умер в 1464 году и был похоронен в Александровском дворце в Айнбеке. За ним последовал сын Генрих IV.
До 1457 года Генрих III женился на Маргарите Жаганьской (1415/25—1497), дочери Яна I Жаганьского. Это был третий брак для Маргариты. У них было два сына:
- Отто (род. 1458), умер в детстве
- Генрих IV (1460—1526), герцог Брауншвейг-Грубенхагена